# كاسبار إيبرهارد
كاسبار إيبرهارد (بالألمانية: Kaspar Eberhard)‏ هو عالم عقيدة وأستاذ جامعي ألماني، ولد في 21 مارس 1523 في شنيهبرغ في ألمانيا، وتوفي في 20 أكتوبر 1575 في فيتنبرغ في ألمانيا.